# Marie-Jeanne Verton
Marie-Jeanne Verton, née Sevrin, est une artiste peintre belge qui a vécu au XXe siècle.
Elle était la sœur du fameux peintre héraldiste Sevrin et la mère du peintre Guy Verton.
Elle était surtout portraitiste et pratiquait l'art du pastel avec beaucoup d'élégance et de maîtrise, qui rappelait les maîtres anciens.
Elle a peint également des scènes de genre et des paysages pittoresques. Selon Paul Piron, elle a une « palette sensible, délicate et fraîche ».

## Expositions
- Galerie La Concorde à Bruxelles en 1959, avec son fils Guy Verton.
- Galerie Le Régent à Bruxelles en 1963